# Johann Ludwig Falckner
Johann Ludwig Falckner (* 1787; † 1832) war ein Schweizer Chemiker, Mediziner und Apotheker in Basel.
Falckner war ein Nachkomme von Heinrich Falckner (gest. 1282), Erbauer des Klosters Klingental. Er war ein Schüler des Mathematikers und Physikers Daniel Huber, der wiederum Schüler von Johann II Bernoulli war. Seine mathematischen Spekulationen über die Anordnung der Elemente waren von seiner Kenntnis der Dualzahlen von Gottfried Wilhelm Leibniz beeinflusst. Ausserdem las er Gilberts Annalen und das Schweiggersche Journal (Journal für Chemie und Physik), in dem schon zuvor in Anschluss an einen Aufsatz von Johann Ludwig Georg Meinecke (1781–1823) von 1819 Leser über die Verwandtschaften von Elementen schrieben.  Er unternahm auch in seinem eigenen Labor stöchiometrische Untersuchungen. Er war Doktor der Medizin und Philosophie.
1824 veröffentlichte er sein Buch Beyträge zur Stöchiometrie und chemischen Statik, in dem er versuchte die damals bekannten chemischen Elemente zu ordnen. Seine Überlegungen gehen nach Krätz in Richtung der Proutschen Hypothese (William Prout, 1815) des Aufbaus der Elemente aus Wasserstoff.
Über ihn ist wenig bekannt. Er war promovierter Mediziner und litt an schwacher gesundheitlicher Konstitution.
Seine Pionierrolle und die Meineckes in der Vorgeschichte des Periodensystems noch vor Johann Wolfgang Döbereiner (Triaden, 1829) wurde 1972 von Otto Krätz aufgedeckt.
Er war seit 1787 Mitglied der Schweizerischen Naturforschenden Gesellschaft.